# Золотой наперсный крест
Золотой наперсный крест — нагрудный знак Российской империи.
Наградной наперсный крест был учреждён высочайшим повелением императора Николая I от 26 мая 1843 года. Его статус был описан в «Уставах духовных дел иностранных исповеданий» Свода законов Российской империи: «Усерднейшие и благонамереннейшие Священники Римско-Католического исповедания имеют право, подобно священнослужителям прочих Христианских иностранных исповеданий, на награждение наперсными крестами, особо для сего установленными».
Награда имела форму латинского креста размером 6 × 10 см. Крест изготавливался из позолоченного серебра. На аверсе изображено рельефное распятие с надписью INRI. На реверсе под императорским вензелем Николая I — выгравированная надпись: «Пастырю, дающему пример пастве словом и житием. Установлен в Благочестивое Царствование Великого Государя Императора Николая I-го, 1843 Мая 26». Крест носился на звеньевой цепочке
В числе награждённых были:
- 1844: Рихтер, Юлий Иванович фон
- 1847: Пантениус, Вильгельм

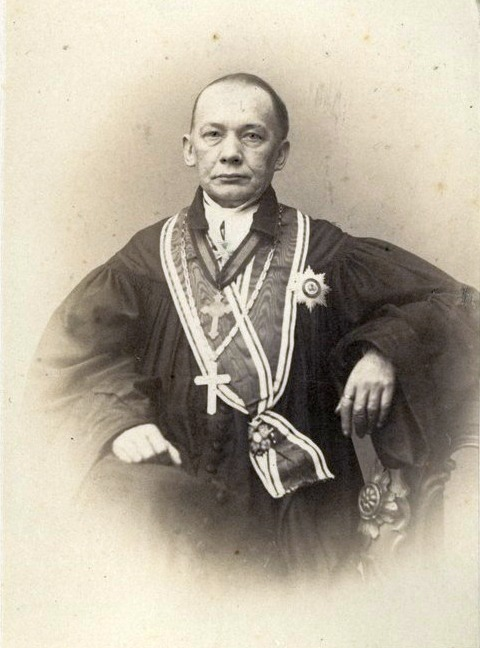
Юлий Иванович фон Рихтер — первый, награждённый золотым наперсным крестом (нижний)

- 1849: Гиргензон, Отто Кристоф Генрих
- 1849: Хаммербек, Карл Готтхард[нем.][4]
- 1853: Пёльхау, Питер Август[нем.]
- 1856: Лундберг, Якоб Флорентин
- 1857: Рейн, Карл Христиан Фридрих[нем.]
- 1859: Шульц, Эрнст Вильгельм Вольдемар
- 1862: Райсон, Эрнст Август фон[нем.]
- 1863: Карлблом, Вильгельм Густав Иоганн
- 1864: Паукер, Хуго Ричард[нем.]
- 1864: Ламберг, Теодор Эмиль[5]
- 1865: Шульц, Рудольф[нем.][6]
- 1870: Кёрбер, Мартин
- 1878: Биленштейн, Август
- 1883: Панк, Отто[нем.]
- 1887: Зенгбуш, Александр фон[нем.]
- 1895: Хан, Элиезер Трауготт[нем.]
- 1902: Бенинг, Либориус Эдуард Герборд (1862—1933) — отец А. Л. Бенинга[7]